# Muhammad Dschihad al-Lahham

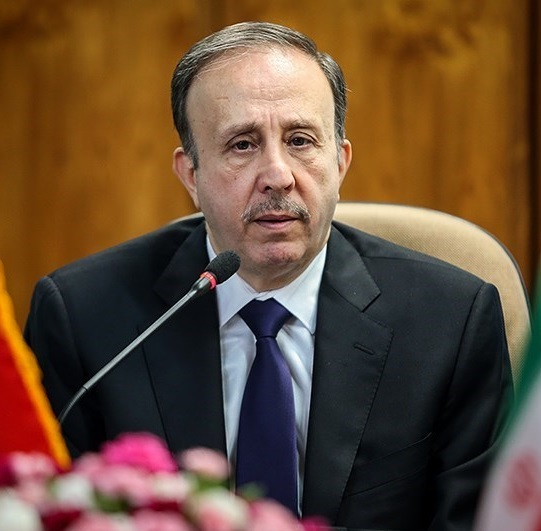
Muhammad Dschihad al-Lahham

Muhammad Dschihad al-Lahham (arabisch محمد جهاد اللحام, DMG Muḥammad Ǧihād al-Laḥḥām, * 13. Januar 1954 in Damaskus) ist der syrische Parlamentspräsident. Als bekannter Strafverteidiger leitet Laham das Büro der Syrischen Juristengewerkschaft in der Hauptstadt Damaskus. Er ist Mitglied der Baath-Partei Syriens.
Bei den Parlamentswahlen am 7. Mai 2012 wurde Muhammad Dschihad al-Lahham als Abgeordneter von Damaskus in den Volksrat gewählt. Am 24. Mai wählte der Volksrat Laham mit 225 von 250 Stimmen zum Sprecher des Parlaments.